# 茶氨酸
茶氨酸（theanine）是一种存在于山茶属（茶树、油茶、茶梅）及部分真菌（蕈）中的非蛋白胺基酸，其结构与蛋白质氨基酸中的谷氨酸和谷氨酰胺相似。
茶氨酸又称L-茶氨酸（L-theanine）、L-γ-谷氨酰乙酰胺（L-gamma-glutamylethylamide）或N5-乙基-L-谷氨酰胺。
茶氨酸于1949年在绿茶中被发现，并于1950年从玉露茶叶中分离获得，约占绿茶干重的1-2%。
茶氨酸通常指L-茶氨酸（左旋体），即茶叶中存在的天然形式，而D-茶氨酸（右旋体）研究较少。作为膳食补充剂，美国食品药品监督管理局认为每日摄入量不超过250毫克时属安全范围，常见剂型包括胶囊、片剂和粉剂，常与咖啡因配伍使用。
L-茶氨酸可穿过血脑屏障，通过与谷氨酸受体相互作用，可能具有神经调节功能。动物实验显示其具有镇静、免疫调节等潜在作用，但欧洲食品安全局评估认为目前证据不足以支持其改善认知功能、缓解心理压力、维持正常睡眠或减轻经期不适的因果关系。

## 结构与性质
茶氨酸的化学名称N5-乙基-L-谷氨酰胺以及其他名称都反映了其分子的化学结构。在不带前缀时，“茶氨酸”这个名称通常指其L-（S-）对映异构体，这是其在自然界中的主要活性形式。可以将其理解为分子的“左手”形态，与之对应的是结构上呈镜像关系的“右手”形态（D-型）。这种分子衍生自一种常见的、能构成蛋白质的氨基酸——L-谷氨酸。从结构上看，茶氨酸是谷氨酸及其伯酰胺——L-谷氨酰胺（另一种构成蛋白质的氨基酸）的类似物。更具体地说，茶氨酸可以被看作是谷氨酰胺的一种衍生物，其酰胺基团的氮原子上连接了一个乙基，这正是其化学名称N5-乙基-L-谷氨酰胺的含义所在；换个角度看，它也可以被视作由乙胺与L-谷氨酸的γ-（5-位）侧链羧基反应生成的酰胺，这对应了其另一名称γ-L-谷氨酰乙胺。
与其天然存在的L-型相比，其结构呈镜像对称的（D-型，R-型）对映异构体则在学术文献中鲜有提及，通常仅作为理论上的对应物出现。一般认为，只要处理过程温和，天然提取物中就只含有通过生物合成产生的L-对映异构体。然而，若提取物处理不当，例如经过了严苛的化学或热处理，或者通过化学方法进行外消旋化（即同时产生两种异构体且比例相等），那么最终产物中将不可避免地同时含有L-型和D-型茶氨酸。有研究甚至表明，在某些商业膳食补充剂产品中，非天然的D-异构体含量实际上可能占据主导地位。 氨基酸在水溶液中的消旋化，即L-型逐渐转化为D-型，直至两者达到平衡，是一个已知的化学过程，而高温和非中性的酸碱环境会加速这一过程。已有报道指出，长时间加热茶树（Camellia）提取物——这可能发生在茶叶冲泡过度或在未公开的商业制备工艺中——会导致茶氨酸的消旋化程度不断增加，从而使非天然的D-茶氨酸比例上升，最严重时可使两种对映异构体达到一比一的混合比例。

## 发现与分布
茶氨酸主要发现于植物和真菌物种中。它于1949年被科学家确认为茶树（Camellia sinensis）的一种天然成分。到了1950年，日本京都的一个实验室首次成功地从玉露茶的叶片中将其分离出来，研究人员之所以选择玉露茶，正是因为它其中的茶氨酸含量尤为丰富。 在所有源自茶树（Camellia sinensis）的红茶、绿茶和白茶中，茶氨酸都是一种重要成分，其含量可观，大约占茶叶干重的1%左右。 在茶叶种植过程中，对茶树进行特意的遮光处理以避免阳光直射（例如制作抹茶和玉露茶的独特工艺），能够显著增加茶叶中L-茶氨酸的含量，这也是这类茶叶风味独特的原因之一。 综上所述，L-对映异构体是存在于新鲜冲泡的茶和某些高品质膳食补充剂中的天然形态。

## 消化与代谢
作为谷氨酸和谷氨酰胺的结构类似物，通过口服摄入的茶或补充剂中的茶氨酸会在小肠中被吸收；其后，茶氨酸会在肠道和肝脏中发生水解，生成L-谷氨酸和乙胺。此过程可能使茶氨酸成为体内合成谷氨酸的供体，这意味着它能为身体提供制造谷氨酸所需的原料。

## 药理学

### 体外研究
茶氨酸在结构上与谷氨酸非常相似，后者是一种关键的兴奋性神经递质，在大脑中作为化学信使，负责提高神经元的活动水平。因此，在实验室的受控环境下进行的体外研究表明，茶氨酸能够与谷氨酸受体结合，但其结合的亲和力（即分子间结合的紧密程度）远低于谷氨酸本身。具体来说，茶氨酸能以微摩尔级别的浓度与多种离子型谷氨酸受体结合，其中包括AMPA受体和海人草酸受体，以及亲和力相对更弱的NMDA受体。 茶氨酸在这些受体上扮演着复杂的角色：对于前两种受体（AMPA和海人草酸受体），它表现为一种拮抗剂，这意味着它能占据受体的位置却不产生激活效应，从而起到阻断作用；而对于NMDA受体，它则是一种部分协同激动剂，能够部分地协助激活受体。 在体外研究中，茶氨酸还能与I型代谢型谷氨酸受体结合。 此外，它还能抑制谷氨酰胺转运体和谷氨酸转运体，这些转运体负责将神经递质从神经元间隙中回收；因此，茶氨酸能通过抑制这些“回收泵”来阻断谷氨酰胺和谷氨酸的再摄取过程。
茶氨酸之所以能产生鲜味（一种类似于肉汤的咸香、醇厚的味道），可能是因为它能与舌头上的鲜味味觉受体结合并将其激活。这种受体是由TAS1R1和TAS1R3两种不同的蛋白质亚基共同组成的异二聚体复合受体。

## 监管状况
茶氨酸的监管状况因国家而异。在美国和欧盟，茶氨酸作为膳食补充剂销售。 在日本，L-茶氨酸已被批准可用于所有食品，仅对婴儿食品的使用设有限制。 在美国，美国食品药品监督管理局将其认定为公认安全物质，并允许其作为食品和饮料的成分使用，每份产品的最大添加量不得超过250 mg。
2003年，德国联邦食品与农业部下属的德国联邦风险评估研究所（Bundesinstitut für Risikobewertung，简称BfR）对在饮料中添加分离的茶氨酸表示反对。 虽然据估计，日本普通饮茶者每天消费的绿茶量约含有20 mg的该物质，但尚无研究衡量典型冲泡方法能萃取出多少茶氨酸，也未测量倒掉第一泡茶会损失多少比例。因此，BfR认为，鉴于日本人每天实际摄入的量可能远低于20 mg，对于那些通常每500毫升含有50毫克茶氨酸的饮料，不能排除其会引发药理学上的反应的可能——例如损害精神运动技能，以及增强酒精和安眠药的镇静作用。
2023年11月13日，斯洛文尼亚共和国食品安全、兽医与植物保护署下属的检验机构禁止了Prime能量饮料在该国的销售，原因是其含有L-茶氨酸，而该成分不被允许用于无酒精饮料。其另一款产品Prime Hydration则可以自由销售。

## 补充剂效用研究
2020年的一篇综述指出，对于面临急性精神压力的人群，每日补充200–400 毫克的L-茶氨酸可能有助于减轻压力和焦虑，但尚无足够证据支持将L-茶氨酸作为治疗压力和焦虑的药物。 一项对随机对照试验的系统性综述提供的证据表明，在缓解与焦虑症、ADHD及精神分裂症相关的精神病理学症状方面，补充L-茶氨酸可能比安慰剂更有效。
茶氨酸补充剂在市场推广中常伴有多种健康声明，例如声称其能提升认知表现、减轻压力、改善睡眠质量以及缓解经痛。2011年，欧洲食品安全局在评估这些声明时认定，当时所提供的研究证据并不支持这些说法。